# Výbuch na dole Nelson III

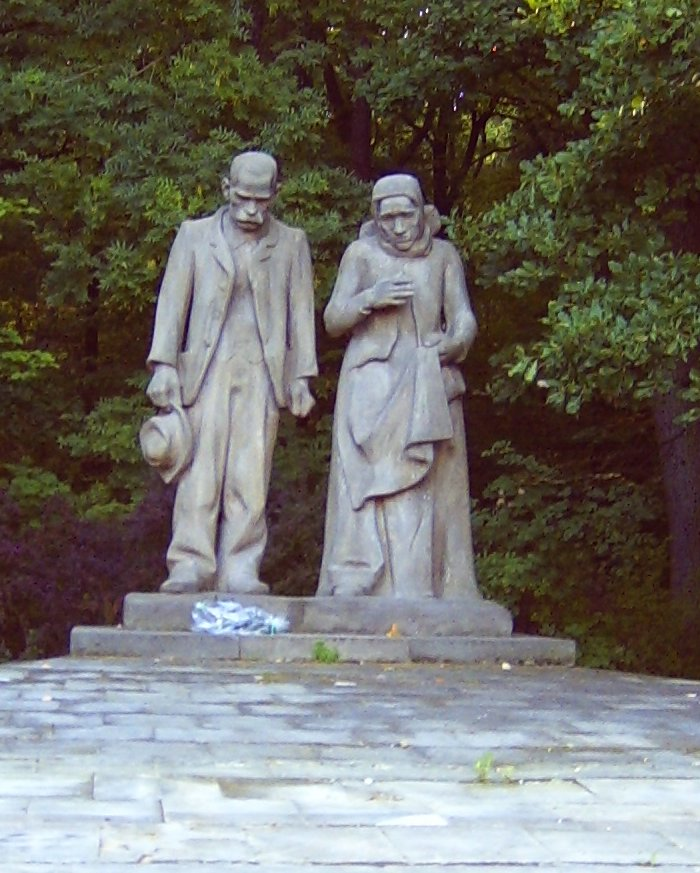
Pomník nelsonské důlní katastrofy v Oseku

Výbuch na dole Nelson III byla důlní katastrofa, ke které došlo 3. ledna 1934 v dole Nelson III v katastru města Oseka (okres Teplice, Ústecký kraj) v severních Čechách. 

## Situace před explozí
Uhelný důl Nelson byl zaražen roku 1876 anglickou těžařskou společností důlního podnikatele Williama Refeena v katastru města Oseka v blízkosti nádraží duchcovsko-podmokelské dráhy. Důl byl pojmenován po slavném britském admirálu Nelsonovi.
Původní těžební jáma byla v roce 1897 postižena požárem a pak už nebyla nikdy obnovena. Roku 1883 byla zřízena již třetí těžební jáma, která byla nazvána Nelson III. Hlavní sloj měla mocnost 8–10 metrů, svrchní sloj měla mocnost kolísající. Těžební podmínky zde nebyly dobré. Těžba probíhala v ohradních pilířích, které byly značně zeslabené a umožňovaly průnik metanu. Navíc zde bylo stabilní nebezpečí, že se do důlních prostor provalí teplické termální prameny (k průvalu pramene došlo v roce 1879 na blízkém dole Döllinger, přičemž průval postihl i nelsonský důl – na Döllingeru tehdy zahynulo 21 horníků a dva na Nelsonu). 
Báňský úřad v Mostě specifickou situaci na dole sledoval, a snažil se ji řešit celou řadou vydaných bezpečnostních směrnic. Již v roce 1931 zde došlo k důlnímu požáru, po kterém byly vydány směrnice zpřísněné, datované 26. února 1932. V návaznosti na tyto směrnice vydal nelsonský závodní inženýr Štěpán Beisser 21. března 1933 „Instrukci k zamezení a zdolání požárů na dole Nelson“. V instrukci bylo mimo jiné nařízeno pravidelné kropení a odklízení důlního prachu a udržování vlhkosti v důlních chodbách. Na dole však byla zároveň zavedena určitá úsporná opatření, v důsledku čehož se na nařízená bezpečnostní opatření příliš nedbalo.

## Výbuch
K výbuchu na Nelsonu došlo 3. ledna 1934 ve tři čtvrtě na pět odpoledne. V podzemí tehdy pracovala celá odpolední směna, téměř 150 horníků. Výbuch byl slyšitelný v širokém okolí, v Oseku, Duchcově a Hrdlovce došlo k otřesům půdy. Exploze zasáhla celý důl Nelson, na povrchu došlo k destrukci provozních budov v jejichž troskách zahynula dělnice Marie Havelková a dílovedoucí Karl Schmidt. Kvůli vzduchové ventilaci došlo následně v dole k dalším lokálním výbuchům. Horníci zemřeli buď přímo při výbuchu, či  následně otravou oxidem uhelnatým. Z celé odpolední směny se zachránili pouze čtyři horníci, kteří v okamžiku výbuchu pracovali pod oseckým hřbitovem a kterým se podařilo vylézt větrnou jámou Nelson VII. Ještě 3. ledna byli vyneseni z dolu první mrtví a 4. ledna byl důl kvůli zamezení dalším explozím zazděn.  Zabezpečovací práce včetně zazdívek byly dokončeny 6. ledna dopoledne.
Pohřební rozloučení s prvními 13 horníky se konalo 8. ledna 1934 na předdvoří oseckého kláštera cisterciáků (což je asi největší prostranství v celém městě). Po rozloučení byli pohřbeni na oseckém hřbitově. 

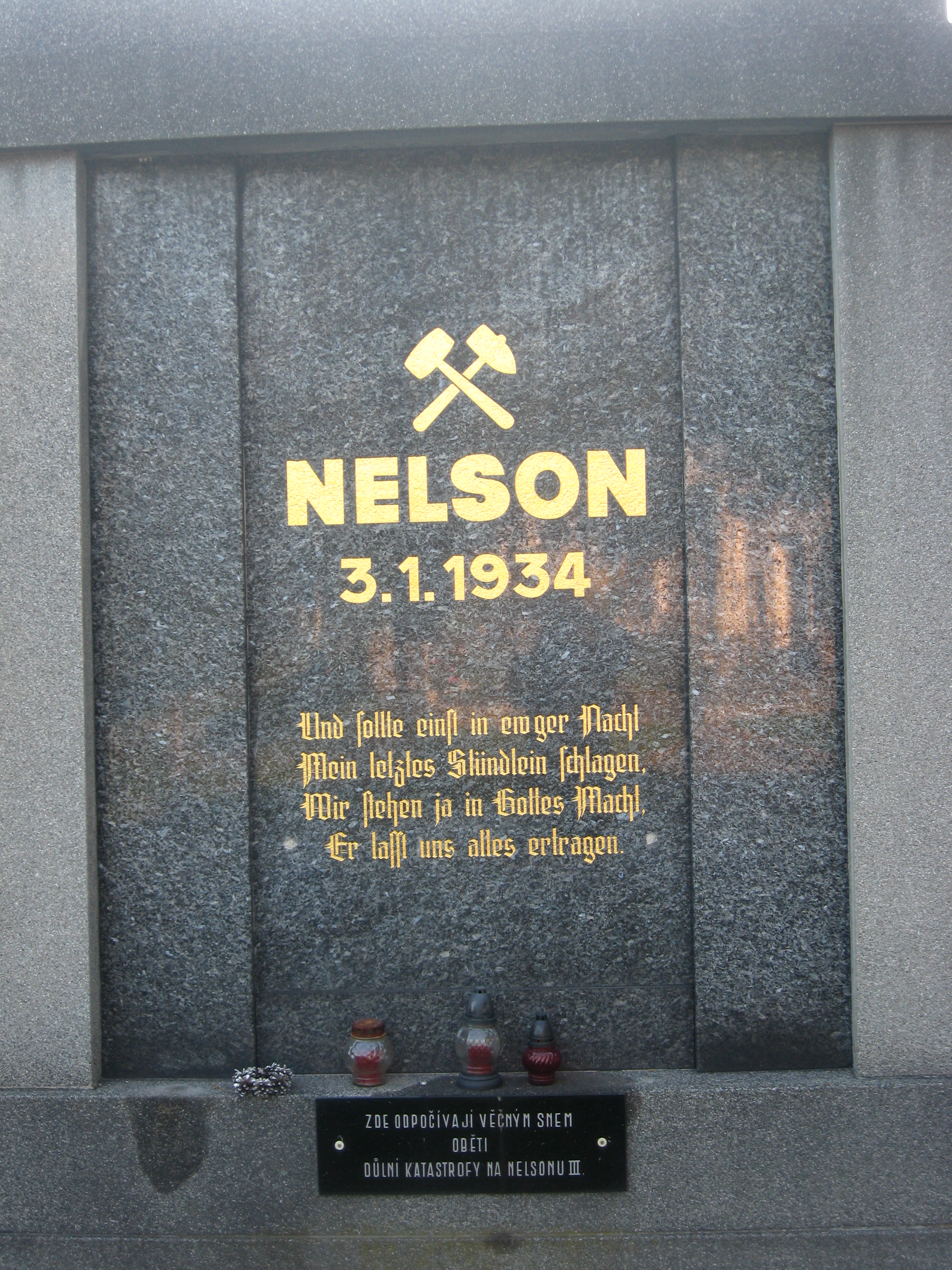
Památník obětem na duchcovském hřbitově

K dalšímu výbuchu na Nelsonu III došlo 28. června 1934, kdy nahromaděné důlní plyny vyrazily důlní zazdívku. Následkem výbuchu zemřeli dva další lidé. Následky celé důlní katastrofy se odstraňovaly až do roku 1938. Většina obětí výbuchu byla z dolu vynesena až tehdy. Většina z nich byla pohřbena v Oseku, menší počet obětí v Duchcově. Těžba byla obnovena až v roce 1941. Po zemřelých hornících zůstalo 128 vdov a 266 sirotků. 
Celkem při této katastrofě a v jejím důsledku zahynulo 144 osob – 140 horníků v dole, 2 osoby v troskách a poslední 2 osoby při záchranných a vyklízecích pracích.

## Dozvuky tragédie a vyšetřování
Od počátku bylo jasné, že za výbuch může nedodržování stanovených bezpečnostních předpisů v důsledku jakýchsi úsporných opatření, zavedených v té době. Vyšetřování bylo od počátku za velkého zájmu veřejnosti. Komunisté vyhrožovali zorganizováním generální stávky, veřejnost žádala přísné potrestání viníků. Dne 7. ledna 1934 byl zatčen závodní inženýr Beisser. Vyšetřování bylo uzavřeno s tím, že výbuch byl způsoben „vyšší mocí“ a nedalo se mu lidskými možnostmi zabránit. V návaznosti na nelsonskou tragédii prosadil poslanec Josef Lanc tzv. Zákon o báňské inspekci. Zákon stanovoval na dolech inspekční skupiny k pravidelným kontrolám. Jedna inspekční skupina byla ustavena též na Nelsonu, ač důl byl po několik let po tragédii zcela nefáratelný.
Za smrt horníků nebyl nikdo potrestán, příčinu neštěstí se nezdařilo spolehlivě určit. Hořkost ze ztráty bližních dlouho přetrvávala, neboť náhrada vdovám a sirotkům se dlouho táhla. Ani s odstupem let se nedaří spolehlivě určit prvotní příčinu neštěstí. Technologická nekázeň, nahromadění uhelného prachu a následný výbuch, je nadevší pochybnost jako příčina možná, ale zdá se méně pravděpodobná.[zdroj⁠?!] Nejspíše došlo k výronu metanu, který se vzduchem tvoří třaskavou směs, k jejíž iniciaci postačí, za příznivých okolností, i křísnutí okované boty o křemen.[zdroj⁠?!]
Osecká tragédie nalezla svůj odraz i v literatuře. Bertolt Brecht napsal báseň „Ballade von den Ossegger Witwen“ (česky „Balada o vdovách z Oseku“), připomínající osud pozůstalých po obětech výbuchu. Vznikla též píseň, která celou událost ve zkratce popisovala. Její nahrávka byla později použita v dokumentu České televize o nelsonské tragédii v cyklu Osudové okamžiky.

## Následná opatření
Ústav pro vědecký výzkum uhlí (později Ústav pro výzkum a využití paliv) tehdy patřící Svazu majitelů dolů začal z vlastního rozhodnutí zkoumat problematiku výbušnosti uhelného prachu a její prevence. Zjistil, že tehdy nejrozšířenější opatření – zkrápění uhelného prachu vodou – je u některých druhů uhlí zcela neúčinné, protože samotná voda takový prach nesmáčí. Ústav proto začal hledat vhodné smáčedlo. Na předběžnou zprávu o výsledcích zaslanou Svazu majitelů dolů reagoval Svaz zákazem dalšího výzkumu v tomto směru a zákazem zveřejnění výsledků výzkumu. Formální odůvodnění zákazu uvádělo zvýšené náklady na taková opatření a vyvolání neklidu, který by zveřejnění výsledků výzkumu přineslo.